# دردار منثني
دردار منثني (الاسم العلمي: Ulmus inflexa) هو نوع نباتي يتبع جنس الدردار من فصيلة الدردارية.